# ریوتارو ناکامورا (کارگردان)
ریوتارو ناکامورا (انگلیسی: Ryūtarō Nakamura؛ زادهٔ ۱۵ آوریل ۱۹۵۵) کارگردان و انیماتور ژاپنی بود که بیشتر بخاطر کارگردانی انیمیشن‌های برجستهٔ تجربیات سریالی لین و گوست هاند شناخته شده‌است.

## مرگ
در سال ۲۰۰۹ اعلام شد که قرار است او روی پروژهٔ جدیدی به نام Despera کار کند. اما به دلیل بیماری نامشخص ناکامورا، روند تولید متوقف شد. وی پس از چند ماه بستری در بیمارستان، در ۲۹ ژوئن ۲۰۱۳ به علت سرطان لوزالمعده درگذشت. مرگ او تقریباً یک ماه بعد اعلام شد.